# Història de la Catalunya del Nord

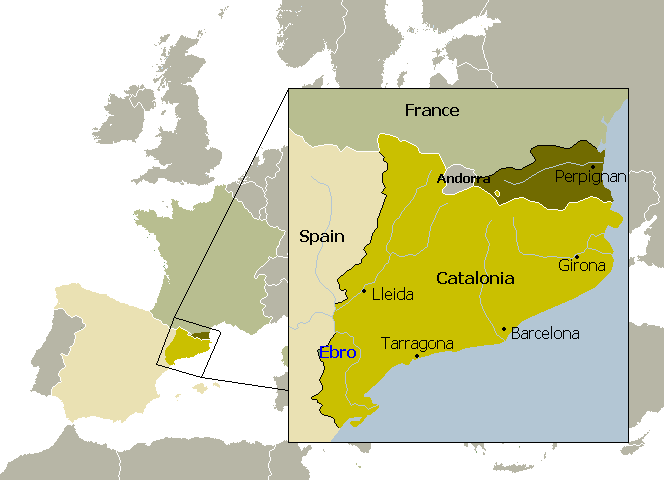
Partició de Catalunya el 1659.

És evident que, abans del 1659, la història de la Catalunya del Nord correspon a la història del Principat de Catalunya. Emperò, aquest fet es trencà a partir del tractat dels Pirineus, en què aquesta part del Principat emprenia una història diferenciada:

## Bressol del Casal de Barcelona

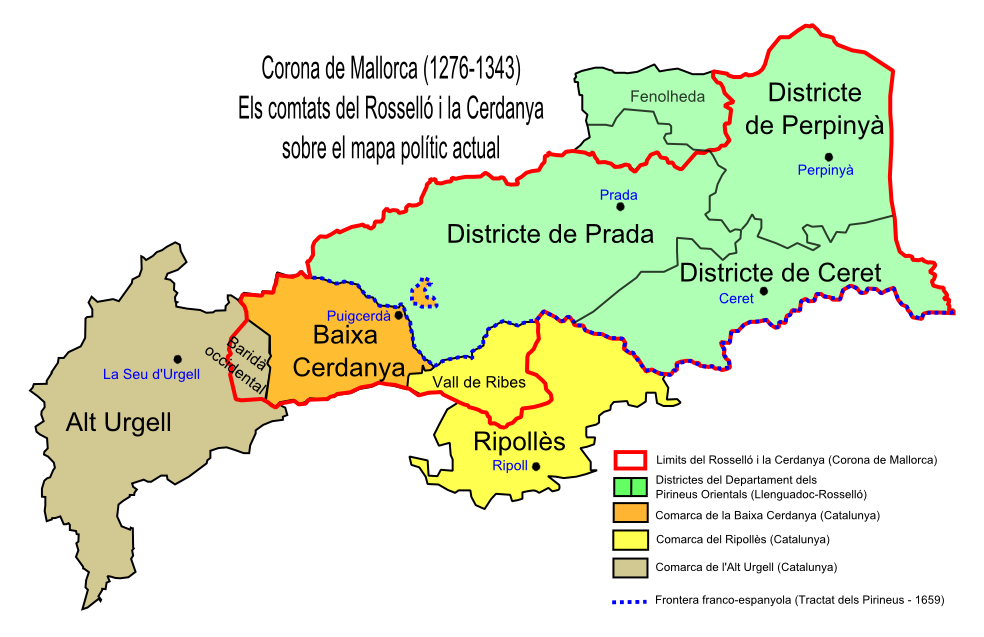
L'actual departament dels Pirineus Orientals sobre els antics límits dels comtats del Rosselló i la Cerdanya.

La nissaga de comtes i reis del Casal de Barcelona es va iniciar a la Catalunya del Nord: al poble de Rià (antigament Arrià), prop de la vila de Prada, al Conflent.
Al lloc on ara hi ha la Catalunya Nord hi hagué, a l'Edat Mitjana, els comtats de la Cerdanya, del Conflent i del Rosselló. A poc a poc es van anar incorporant al Casal de Barcelona, gràcies al fet que els comtes de Barcelona anaren reunint sota el seu domini tots els comtats catalans. El darrer comtat a integrar-s'hi fou el Rosselló, el 1172, ja que el darrer comte del Rosselló, Girart II, va morir sense descendència.
Entre el 1276 i el 1344, els comtats nord-catalans, conjuntament amb les Illes i la ciutat occitana de Montpeller formaren el Regne de Mallorca. Fou producte de Jaume I, que a la seua mort repartí els seus dominis entre els seus dos fills, Pere i Jaume. El 1343 el rei Pere el Cerimoniós inicia la invasió del regne i el reincorpora a la Corona d'Aragó al 1344.

## Guerres amb França
El 1258 el tractat de Corbeil estableix una frontera entre Catalunya i els territoris de la corona francesa, situada a les Corberes, de manera que les comarques del Rosselló, el Capcir, la Cerdanya i el Vallespir queden a la banda catalana i la Fenolleda a la banda francesa.
Al segle xv França ocupa els comtats de Rosselló i Cerdanya diverses vegades, i alguna ocupació duraria vint anys. Hi hagué setges importants contra la ciutat de Perpinyà, on els habitants rebien el sobrenom de menja-rates i des d'aleshores la ciutat té el títol de "Fidelíssima”.
Al segle xvii s'inicien els pasos que duran a la divisió de Catalunya. La monarquia hispànica, en guerra amb França, té tropes castellanes destacades a Catalunya, qui per ser malpagats es dediquen a fer robatoris, violacions i assassinats, la qual cosa crea descontent entre els catalans. En conseqüència, el 1640 la Generalitat de Catalunya comença una guerra de separació d'Espanya, anomenada la Guerra dels Segadors, que dura 19 anys. Finalment la guerra es perd, amb la qual cosa el país és ocupat al nord pels francesos i al sud pels castellans.

## Divisió

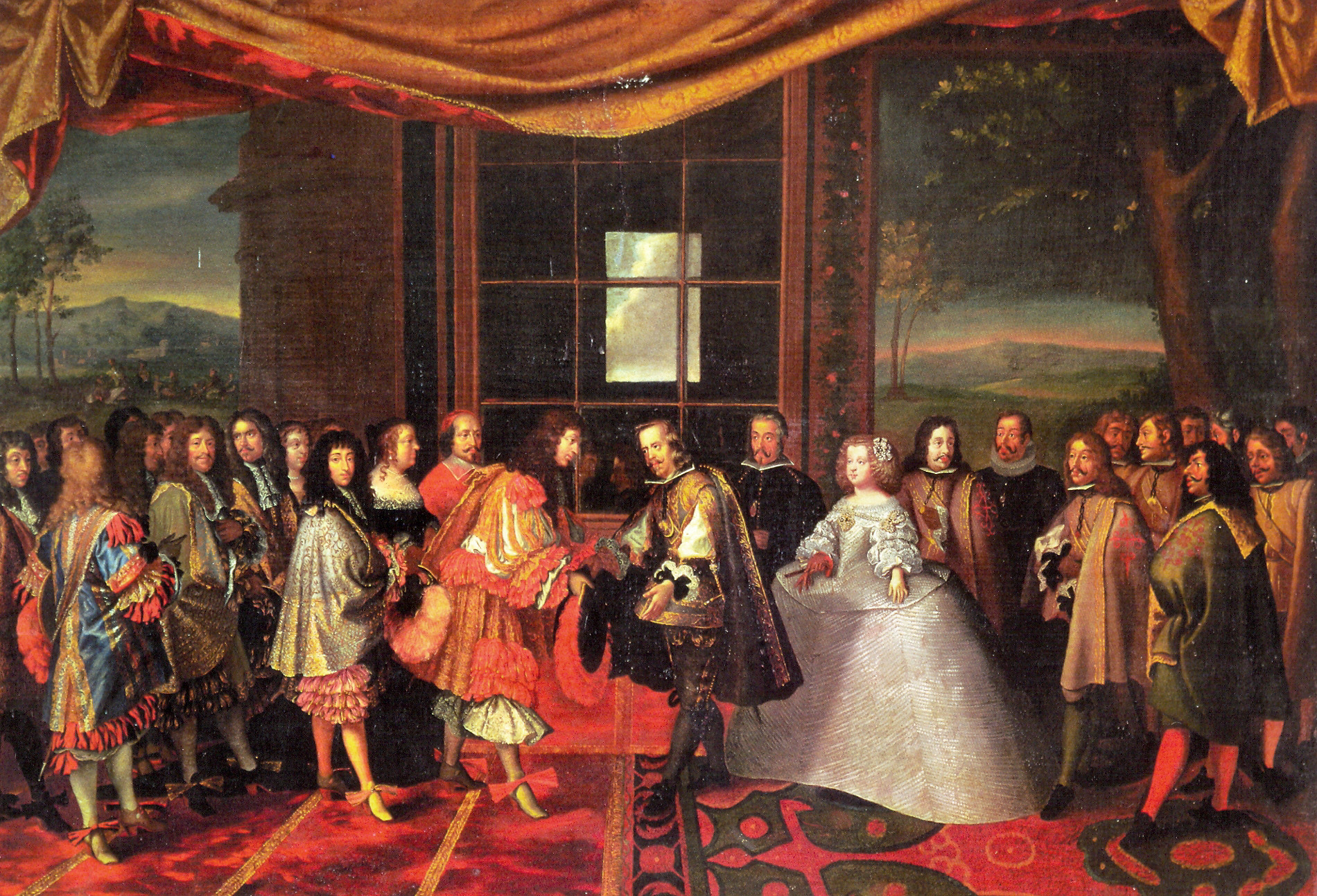
Escena retratada per Laumosnier que representa la signatura del tractat dels Pirineus amb Lluís XIV de França i Felip III d'Aragó a l'Illa dels Faisans el 1659.

El 1659, la frontera política actual, que elimina la del 1258, queda definida pel tractat dels Pirineus. A conseqüència de la signatura per part del rei d'Aragó del tractat dels Pirineus, el 7 de novembre de 1659, sense la preceptiva convocatòria de Corts, les comarques septentrionals catalanes foren cedides a França, amb l'excepció de la vila de Llívia. Felip IV va negociar aquest tractat sense consultar les Corts Catalanes ni els afectats i els ho va amagar, ja que no va notificar oficialment el tractat a les institucions catalanes fins a les Corts de 1702. Després de la separació de la Catalunya Nord del Principat el 1659, l'any 1660 es creà la Generalitat de Perpinyà. Aquest govern fou l'origen del que cent anys després seria el Consell General.
En aquesta època són importants les revoltes contra els francesos, sobretot per part dels anomenats Angelets de la terra a Ceret, que eren durament castigades.

## Seglexviii

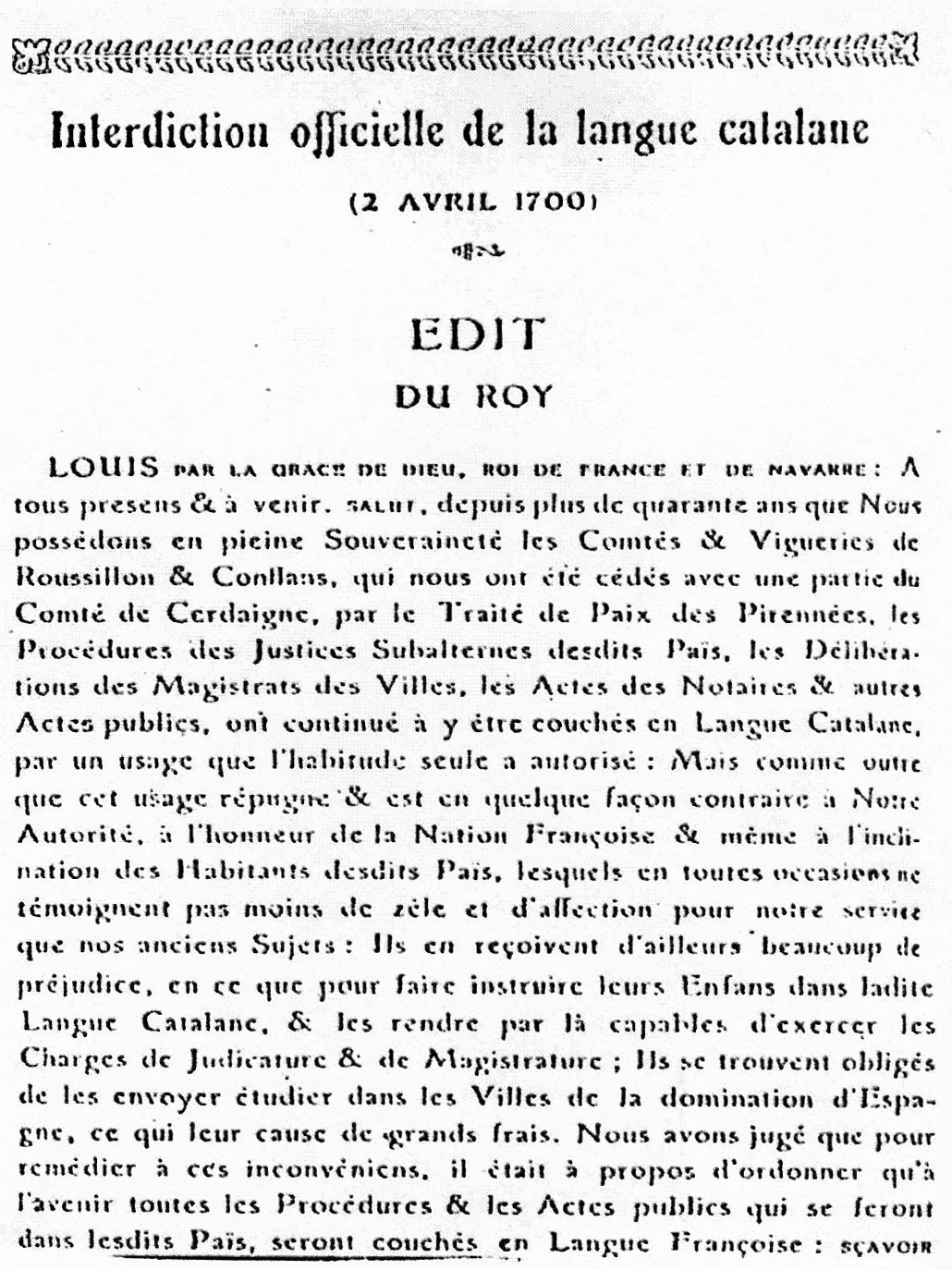
Decret de Prohibició Oficial de la Llengua Catalana a la Catalunya del Nord.

Al segle xviii, arrenca una forta repressió contra la llengua catalana: cap funcionari podia excercir si no parlava francès; se substitueixen els monjos catalans per francesos; des de 1700, l'ús del francès en escrits públics és obligat. També van ser dissoltes les institucions catalanes (Generalitat, cònsols, etc.), malgrat que el mateix tractat preveia de conservar-les.
Amb l'arribada de la Revolució Francesa (1792) s'intensifica la repressió del català.
La creació del departament dels Pirineus Orientals significà la formalització de la seperació de la Catalunya Nord de la del Sud, i un canvi radical en l'estructura administrativa del país. El departament va ser creat el 4 de març del 1790 en aplicació de la llei del 22 de desembre de 1789, junt amb els altres departaments francesos. Aquests són formats al voltant d'una vila important de la mateixa manera que les províncies espanyoles. Aquest primer consell era democràtic, si bé calia pagar un mínim d'impostos per votar.

## Seglexix
Al segle xix els Pirineus Orientals van ser un dels departaments més republicans de França, en part gràcies a la presència de Francesc Aragó, home polític i savi nascut a Estagell. Aquest afany republicà tenia efectes negatius per a la cultura i llengua pròpia, que eren considerades antirepublicanes. Un cop important per la llengua, si bé fou també un avanç social important, fou la introducció de l'escolarització universal -en francès, és clar- el 1880.
A la Cerdanya, fins al 1802 la frontera eclesiàstica tampoc no es corresponia amb la frontera real: del bisbat d'Urgell en depenien els trenta-tres pobles de l'Alta Cerdanya.
El 10 d'agost del 1871 una nova lleia dona al Consell General competències molt més globals sobre la Catalunya Nord. A partir d'aquest any, els consellers són elegits durant sis anys.

## Seglexx
A partir del segle xx les històries, i les experiències, del poble nord-català i sud-català se separen cada cop més. La Primera Guerra Mundial, que afecta només la Catalunya Nord, i la Guerra Civil Espanyola i la posterior dictadura, que afecten només el sud, fan que s'allunyen entre si.

Comarques de la Catalunya Nord

Un dels fets més dramàtics del darrer segle ha sigut el creixement demogràfic. Concretament, el 1954 tenia 230.285 habitants mentre el 2005 en tenia 412.685. Un altre fet dramàtic era la paral·lela caiguda en l'ús del català. Fins al segle xx, el català havia perdurat mitjançant la tradició oral. A partir de la Segona Guerra Mundial (1939-1945), el pas del català al francès és imparable, ja que molts pares decidien no parlar català amb els seus fills, adduint que el francès era una eina d'avançament social.
El 1982 el departament arriba a tenir totes les competències que té avui en dia. Passa a formar part de la regió francesa de Llenguadoc-Rosselló el 1986.
Cal destacar la recuperació de la cultura catalana i la seua llengua ençà del 1973, any en què es comença a ensenyar-la a algunes escoles. El 1976 es crea l'escola infantil i primària en llengua catalana de la Bressola i, uns anys després, l'escola Arrels. El 1981 comença Ràdio Arrels. Cada any té lloc a Prada la Universitat Catalana d'Estiu. Al final del segle la llengua catalana s'ensenya a les escoles primàries, als liceus (instituts), als col·legis i a la universitat, però l'ensenyament només es fa en català en algunes escoles privades com ara la Bressola i l'escola publica Arrels, o col·legis com el Comte Guifré. El 10 de desembre del 2007 el Consell General dels Pirineus Orientals declarà l'oficialitat de la llengua catalana, juntament amb el francès, mitjançant la Carta en favor del català.
Després de les eleccions del 2008, el Consell és governat pel Partit Socialista Francès i el seu president és Christian Bourquin.
El 2024 es fa una consulta sobre el canvi de nom dels Pirineus Orientals. el nom escollit és després, proposat a l'Estat pel consell departamental.